# أحمد بن عبد الملك الحراني
أبو يحيى أحمد بن عبد الملك بن واقد الحرّاني توفي عام 221 هـ أحد العلماء ومن رواة الحديث عند أهل السنة والجماعة. قال أحمد بن حنبل: «رأيته حافظا لحديثه صاحب سنة، فقيل له: أهل حران يسيئون الثناء عليه، فقال: أهل حران قلما يرضون عن إنسان، هو يغشى السلطان بسبب ضيعة له.» وقال أبو حاتم الرازي: «كان نظير النفيلي في الصدق والإتقان.»

## شيوخه وتلاميذه
- شيوخه ومن روى عنهم:

روى عن: حماد بن زيد، وإبراهيم بن سعد، وأبي المليح الرقي، والحسن بن عمر، وزهير بن معاوية، وعبيد الله بن عمرو، وأبي عوانة، وطائفة.
- تلاميذه ومن روى عنه:

وعنه: البخاري والنسائي، ومحمد بن ماجه بواسطة، وأحمد بن حنبل، وأبو زرعة الرازي، وأبو حاتم الرازي، ومحمد بن غالب تمتام، وأبو شعيب الحراني، وطائفة.